# 6314 Райгбер
(6314) 1990 SQ16 (1990 SQ16, 1933 XG, 1936 TD, 1958 DG1, 1961 CD1, 1976 KK2, 1984 YT5, 1985 BU, 1987 WP1) — астероїд головного поясу, відкритий 17 вересня 1990 року.
Тіссеранів параметр щодо Юпітера — 3,606.